# Kim Je-deok
Dans ce nom coréen, le nom de famille, Kim, précède le nom personnel.
Kim Je-deok (en coréen : 김제덕), né le 12 avril 2004 à Séoul, est un archer sud-coréen.
Lors des Jeux olympiques de Tokyo en 2021, il remporte la médaille d'or lors de l'épreuve par équipe avec ses compatriotes Kim Woo-jin et Oh Jin-hyek ainsi que lors de l'épreuve de double mixte avec sa partenaire An San. Deux mois seulement après ces succès, il devient champion du monde de l'épreuve par équipe lors des mondiaux se déroulant à Yankton aux États-Unis.

## Biographie
Lors du premier jour des épreuves de tir à l'arc aux Jeux olympiques d'été de 2020, il termine à 17 ans premier de l'épreuve de classement avec un total de 688 points.
Le lendemain, il remporte la médaille d'or de l'épreuve par équipes mixte avec sa partenaire An San, également première du tour de classement, en battant les Néerlandais Gabriela Schloesser et Steve Wijler 5 sets à 3.